# Jüdisches Lexikon

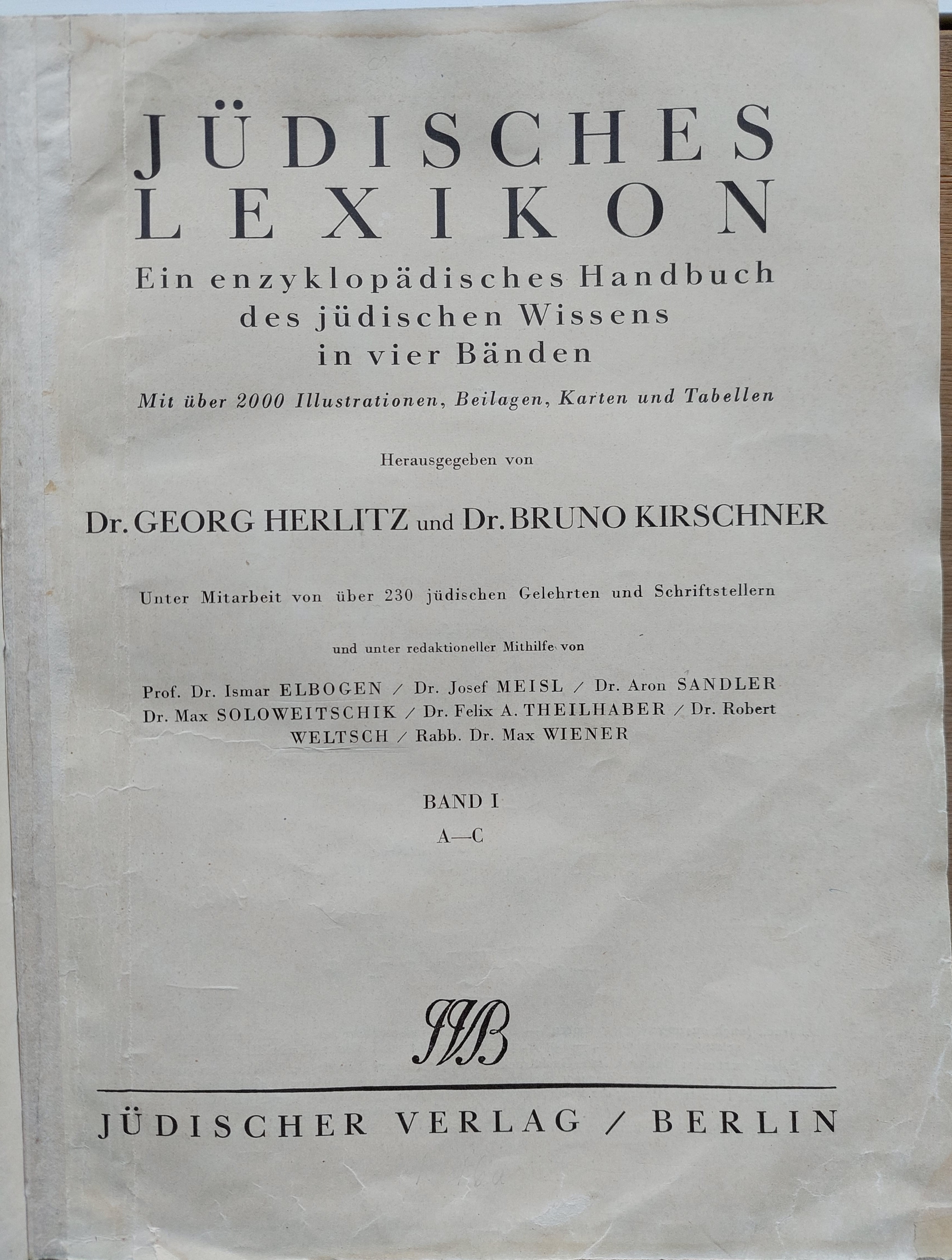
Svazek I (1927)

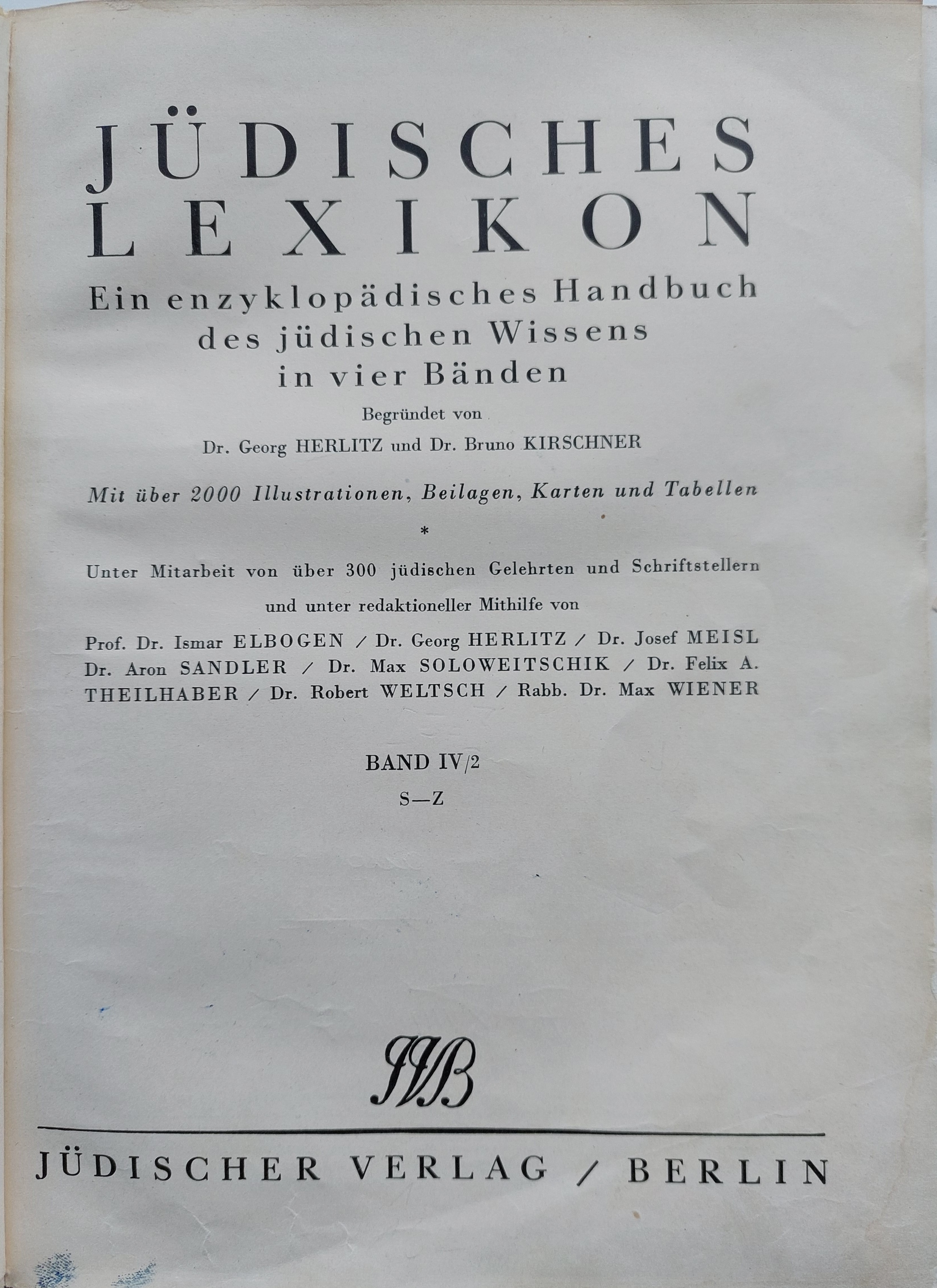
Svazek IV,2 (1930)

Jüdisches Lexikon, tedy Židovský lexikon či slovník, je německy psaná encyklopedie, čtyřsvazkové referenční dílo, týkající se judaismu a židovských témat.

## Příběh
Iniciátorem vzniku encyklopedie byl Georg Herlitz a Bruno Kirschner (Kirschner se podílel do dubna 1928 a byl spolueditorem pouze 1. dílu).
Encyklopedie vycházela v letech 1927 až 1930 v Berlíně v Jüdischer Verlag pod názvem Jüdisches Lexikon. Ein enzyklopädisches Handbuch des jüdischen Wissen (Židovský lexikon. Encyklopedická příručka židovských znalostí) ve čtyřech svazcích (čtvrtý svazek se skládá ze dvou částí). 
Na tvorbě encyklopedie se podílelo více než 300 výhradně židovských učenců a spisovatelů, mj. Ismar Elbogen, Joseph Meisl, Aron Sandler, Max Soloweitschik, Felix A. Theilhaber, Robert Weltsch a Max Wiener.
Encyklopedie zůstala dodnes nejrozsáhlejším kompletním německy psaným referenčním dílem na toto téma. Daleko rozsáhlejší a vědecky koncipovaná však byla německy psaná Encyclopaedia Judaica, z níž bylo v letech 1928 až 1934 vydáno pouze deset svazků z patnácti (A-Lyra).
Jüdisches Lexikon byl kompletně digitalizován a je přístupný online.

## Edice
- Georg Herlitz, Bruno Kirschner (Hrsg.): Jüdisches Lexikon. Ein enzyklopädisches Handbuch des jüdischen Wissens in vier Bänden. Jüdischer Verlag, Berlin 1927–1930. (Bd. 1: „A–C“, 1927; Bd. 2: „D–H“, 1928; Bd. 3: „Ib–Ma“, 1928; Bd. 4.1: „Me–R“, 1930; Bd. 4.2: „S–Z“, 1930) [Nachdruck der 1. Auflage: Athenäum Verlag, Frankfurt am Main 1987, ISBN 3-610-00400-2].